# توماس كينيدي (سياسي أسترالي)
توماس كينيدي (بالإنجليزية: Thomas Kennedy)‏ هو سياسي أسترالي، ولد في 1860 في أستراليا، وتوفي في 16 فبراير 1929 في أستراليا. حزبياً، نشط في Protectionist Party ‏. وقد انتخب عضو الجمعية التشريعية فيكتوريا عن دائرة Electoral district of Benalla and Yarrawonga ‏ (20 نوفمبر 1893 – 27 مايو 1901) وانتخب عضو مجلس النواب الأسترالي عن دائرة Division of Moira ‏ (29 مارس 1901 – 12 ديسمبر 1906).